# Nadarivka, Perevalsk
Nadarivka (în ucraineană Надарівка) este un sat în comuna Veselohorivka din raionul Perevalsk, regiunea Luhansk, Ucraina.

## Demografie
Componența lingvistică a localității Nadarivka
     Ucraineană (75%)
     Rusă (25%)
Conform recensământului din 2001, majoritatea populației localității Nadarivka era vorbitoare de ucraineană (75%), existând în minoritate și vorbitori de rusă (25%).